# دونقطه
دو نقطه نشانی در نگارش و املا است که در موارد زیر استفاده می‌شود:
1. قبل از نقل قول.
2. هنگام برشمردن اجزای یک چیز.
3. جلوی کلماتی که می‌خواهیم آن را معنی کنیم.

## در برنامه‌نویسی
در زبان برنامه‌نویسی پایتون از این نشانه به منظور تعریف و آغاز قطعه(بلاک)های کد استفاده می‌گردد (به جای قلاب دو ابرو در دیگر زبان‌های برنامه‌نویسی).